# 비류대로
비류대로(沸流大路)는 인천광역시 연수구 옥련동 옹암 교차로에서 청학동, 남동공단, 서창2지구를 경유하여 경기도 시흥시 하중동 사이를 잇는 도로이다. 주적골삼거리 ~ 시흥시 하중동 구간은 방산 ~ 하중간 도로라고 하기도 한다.

## 역사
- 2009년 7월 10일 : 2개 이상 시·도에 걸쳐 있는 도로로 비류대로를 고시[1]
- 2012년 9월 28일 : 도림1교(도림 교차로) ~ 신천교 900m 구간 임시 개통[2], 방산 ~ 하중간 도로(신천교 ~ 방산교, 시흥시 방산동) 600m 구간 개통[3]
- 2012년 11월 16일 : 방산 ~ 하중간 도로(방산교 ~ 하중교, 시흥시 방산동 ~ 하중동) 2.88km 구간 개통[4]
- 2016년 4월 8일 : 방산 ~ 하중간 도로(시흥시 포동 ~ 하중동) 600m 구간 개통[5]

## 주요 경유지
인천광역시
- 연수구 옥련동 - 미추홀구 학익동 - 연수구 (옥련동 · 청학동 · 연수동 · 선학동) - 남동구 (남촌동 · 도림동 · 논현동)

경기도
- 시흥시 (방산동 · 포동 · 하중동)

## 노선
| 이름                      | 접속 노선                                                                                        | 소재지                   | 소재지          | 비고                                    |
| ------------------------- | ------------------------------------------------------------------------------------------------ | ------------------------ | --------------- | --------------------------------------- |
| 옹암 교차로               | 국도 제77호선 국가지원지방도 제84호선 국가지원지방도 제98호선 (아암대로) 능허대로 서해대로94번길 | 인천광역시               | 연수구          |                                         |
| 옥골사거리                | 독배로                                                                                           | 인천광역시               | 연수구          |                                         |
| 옥련고개                  | 옥골로                                                                                           | 인천광역시               | 연수구          |                                         |
| 송도역삼거리              | 한나루로                                                                                         | 인천광역시               | 연수구          |                                         |
| 청학사거리 (청학지하차도) | 미추홀대로                                                                                       | 인천광역시               | 연수구          |                                         |
| 수리봉사거리              | 먼우금로 비류대로433번길                                                                         | 인천광역시               | 연수구          |                                         |
| 길마산사거리              | 원인재로 비류대로529번길                                                                         | 인천광역시               | 연수구          |                                         |
| 선학역사거리              | 경원대로                                                                                         | 인천광역시               | 연수구          |                                         |
| (선학파출소)              | 선학로                                                                                           | 인천광역시               | 연수구          |                                         |
| 선학교                    |                                                                                                  | 인천광역시               | 연수구          |                                         |
| 남동구                    |                                                                                                  | 인천광역시               |                 |                                         |
| 남동공단입구삼거리        | 남동서로                                                                                         | 인천광역시               |                 |                                         |
| 남동공단입구사거리        | 남동대로                                                                                         | 인천광역시               |                 |                                         |
| 남동2교                   |                                                                                                  | 인천광역시               |                 |                                         |
| 큰방죽사거리              | 호구포로                                                                                         | 인천광역시               |                 |                                         |
| 도림고교사거리            | 비류대로762번길                                                                                  | 인천광역시               |                 |                                         |
| 도림사거리                | 논고개로                                                                                         | 인천광역시               |                 |                                         |
| 주적골삼거리              | 소래로                                                                                           | 인천광역시               | 도림고가교 구간 |                                         |
| 도림고가교                |                                                                                                  | 인천광역시               | 도림고가교 구간 |                                         |
| 도림1교                   | 서창방산로                                                                                       | 인천광역시               |                 |                                         |
| 도림2교                   |                                                                                                  | 인천광역시               |                 |                                         |
| 신천교                    |                                                                                                  | 인천광역시               |                 |                                         |
| 시흥시                    | 신현동                                                                                           |                          |                 |                                         |
| 시흥시                    | 신현동                                                                                           | 방산교                   | 서해안로        |                                         |
| 시흥시                    | 신현동                                                                                           | 새터교                   | 신현로          | 시흥 방면 진입 불가 인천 방면 진출 불가 |
| 시흥시                    | 신현동                                                                                           | 새터터널                 |                 | 연장 약 65m                             |
| 시흥시                    | 신현동                                                                                           | 포동교                   |                 |                                         |
| 시흥시                    | 신현동                                                                                           | 학미터널                 |                 | 연장 약 45m                             |
| 시흥시                    | 신현동                                                                                           | 학미교                   |                 |                                         |
| 시흥시                    | 신현동                                                                                           | 포리교                   |                 |                                         |
| 시흥시                    | 연성동                                                                                           |                          |                 |                                         |
| 시흥시                    | 하중교                                                                                           | 국도 제39호선 (시흥대로) |                 |                                         |
| 시흥시                    | 연성교 북단                                                                                      | 마유로                   |                 |                                         |
| 마유로와 직결             |                                                                                                  |                          |                 |                                         |

## 사진

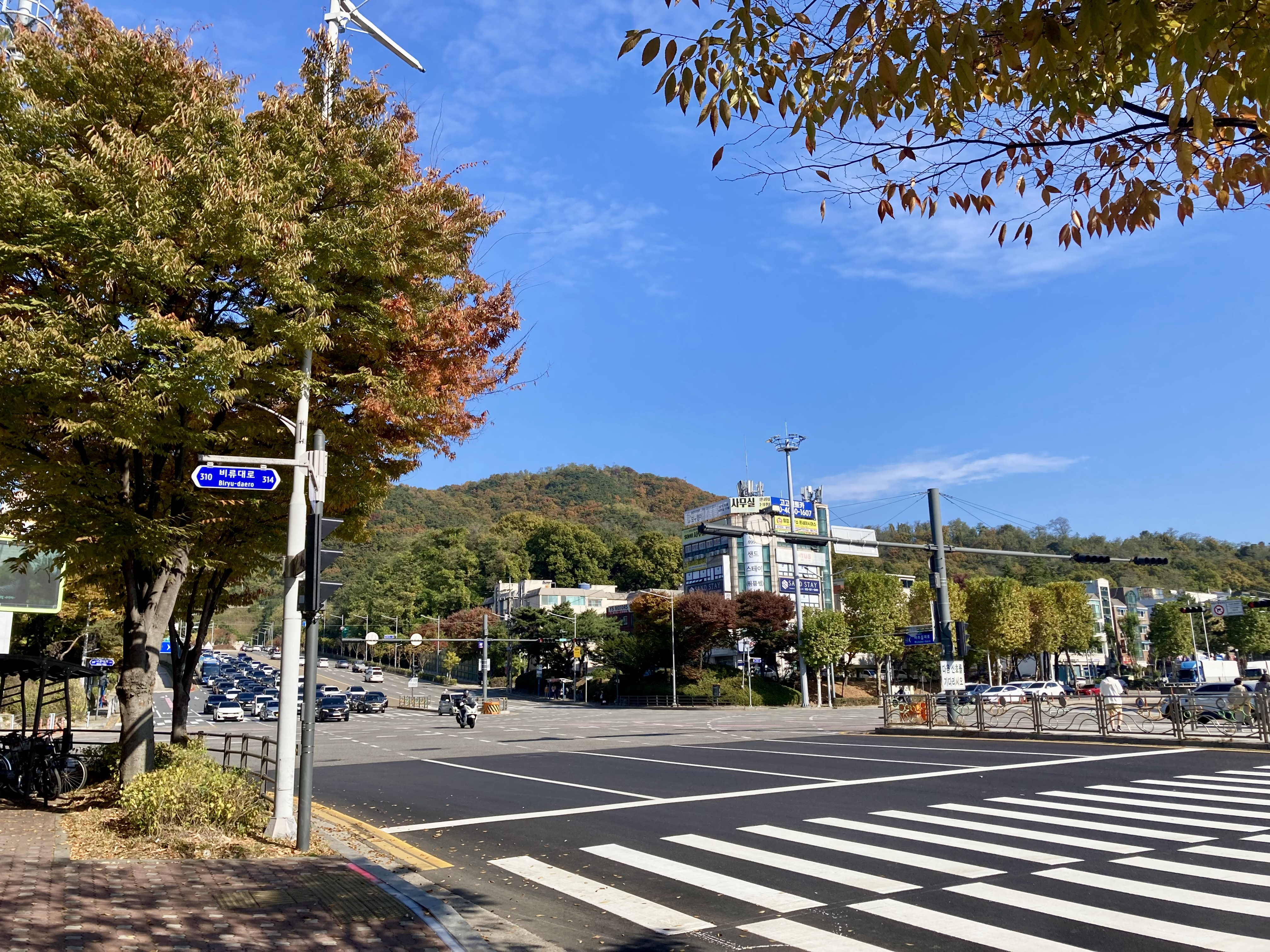
비류대로(연수구, 청학사거리)
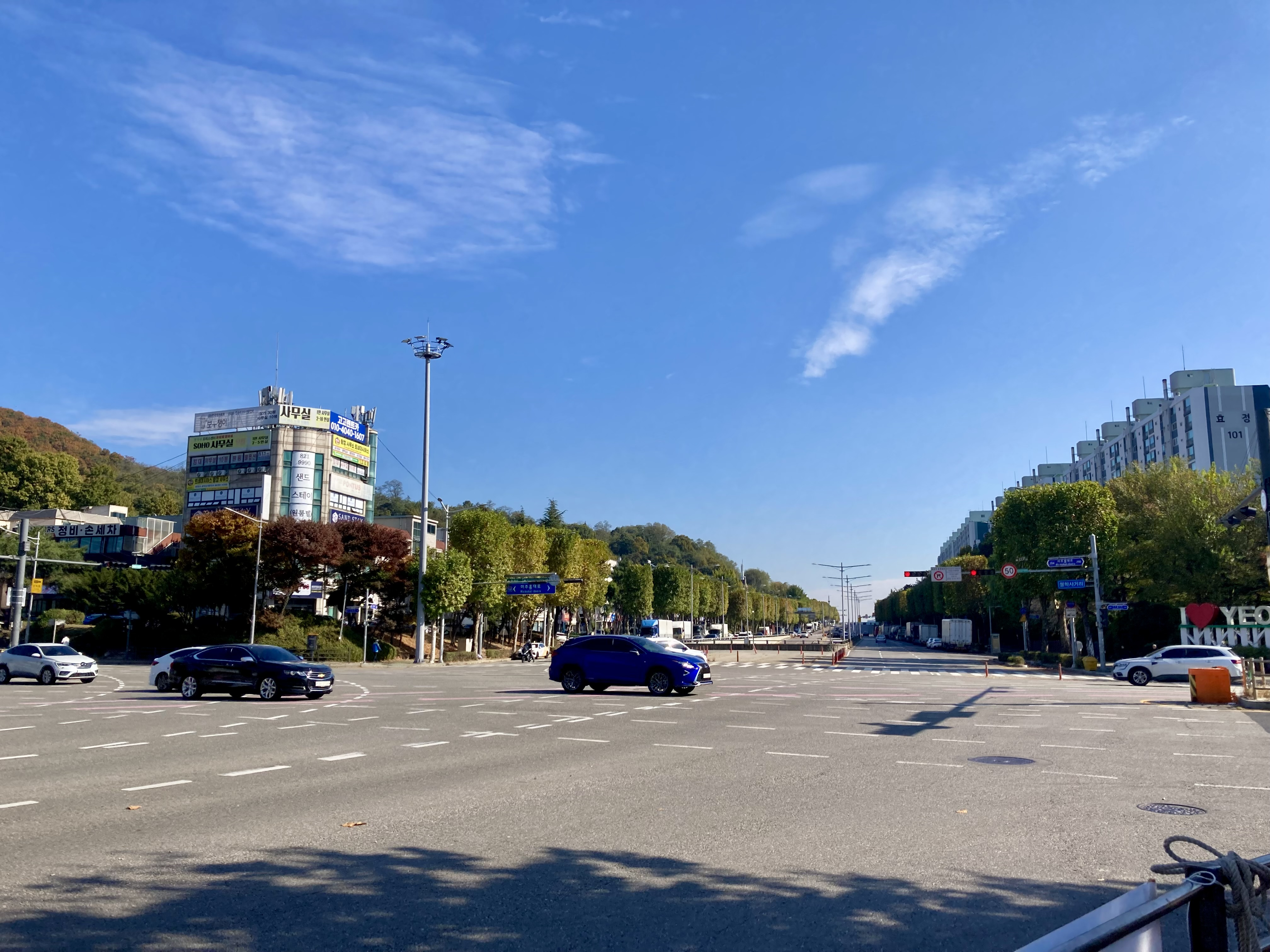
청학사거리(미추홀대로와 비류대로의 교차점)
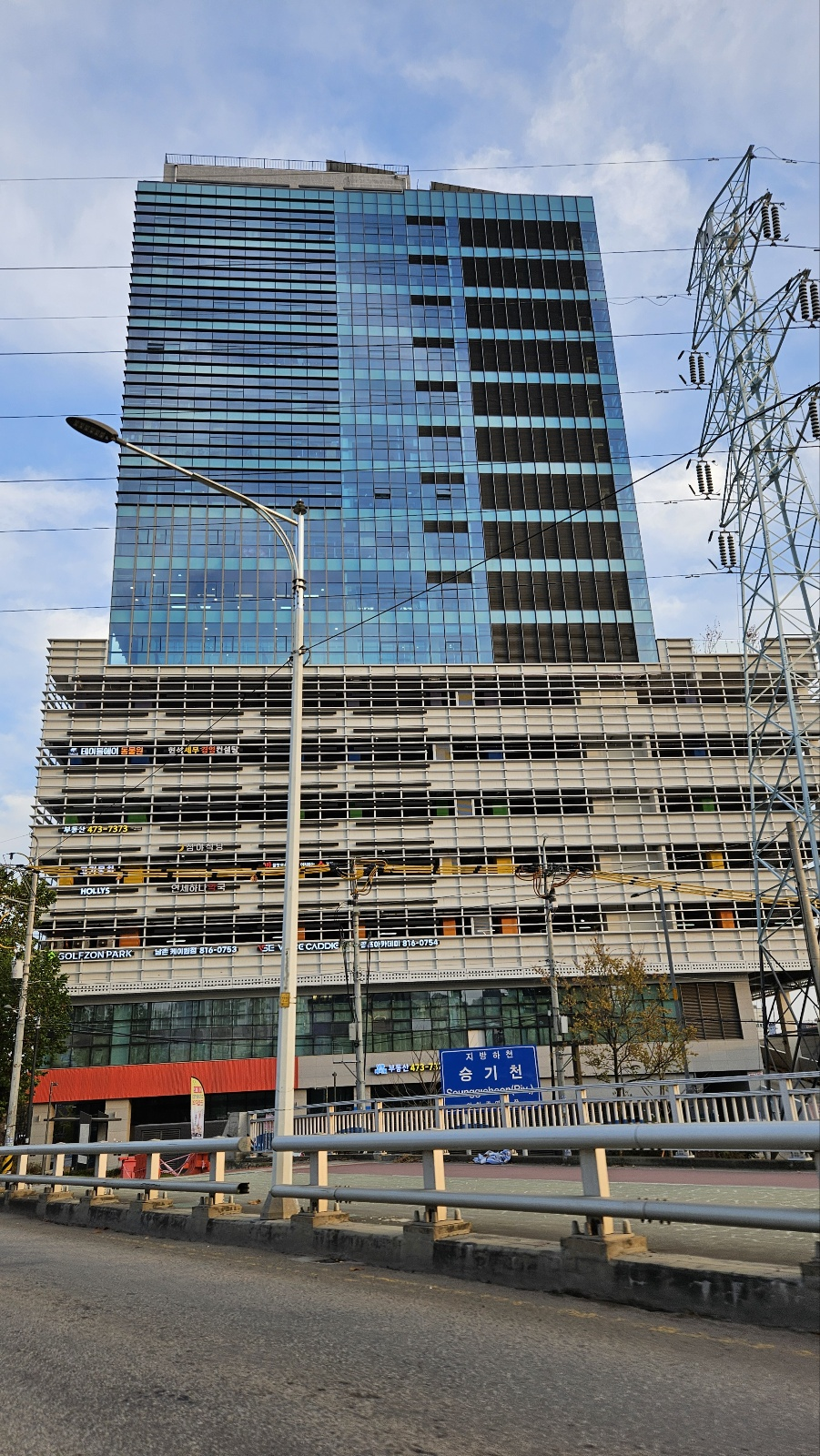
승기천 선학교
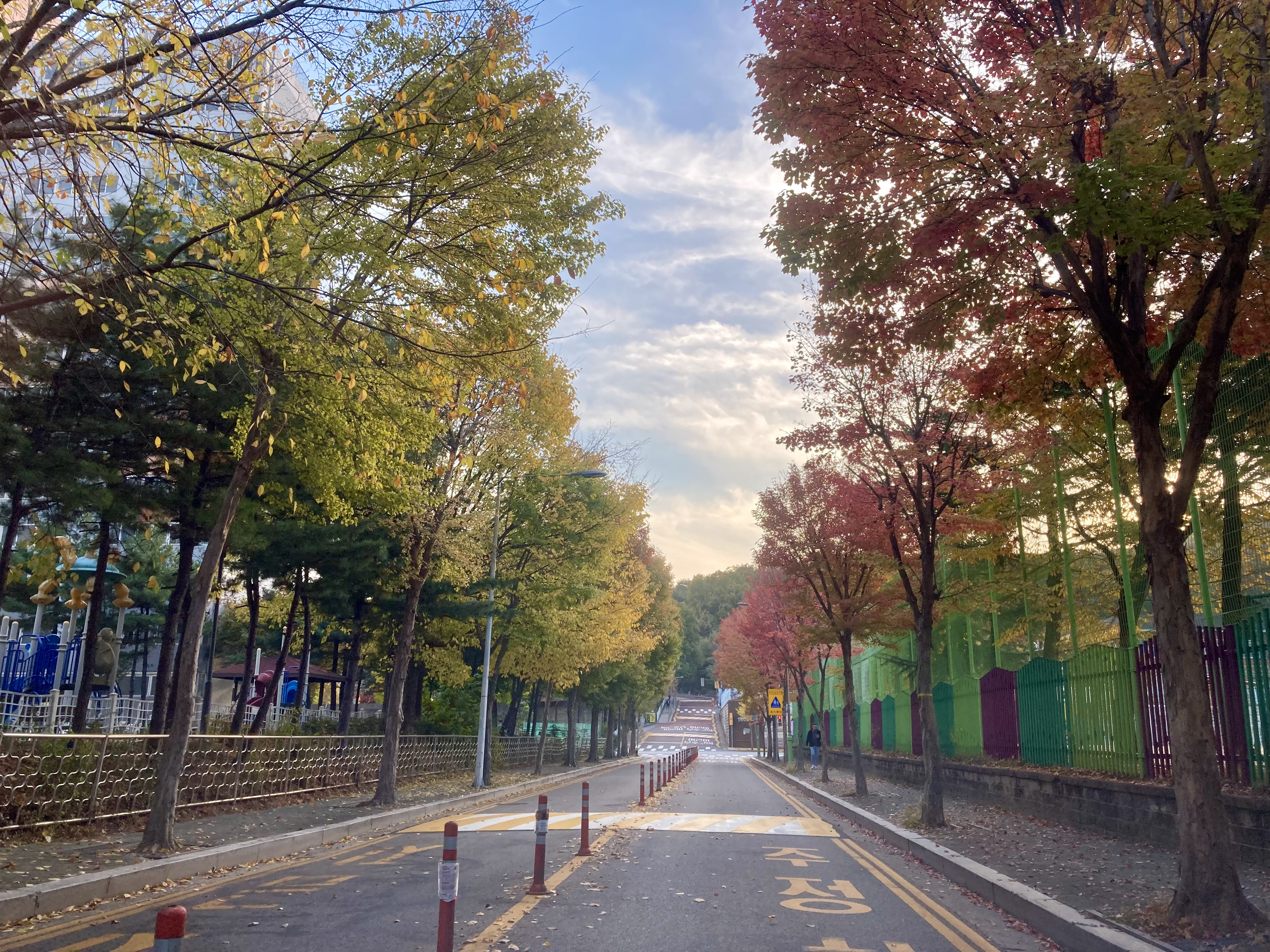
비류대로 갈래길 비류대로506번길

## 주요 건물 및 시설

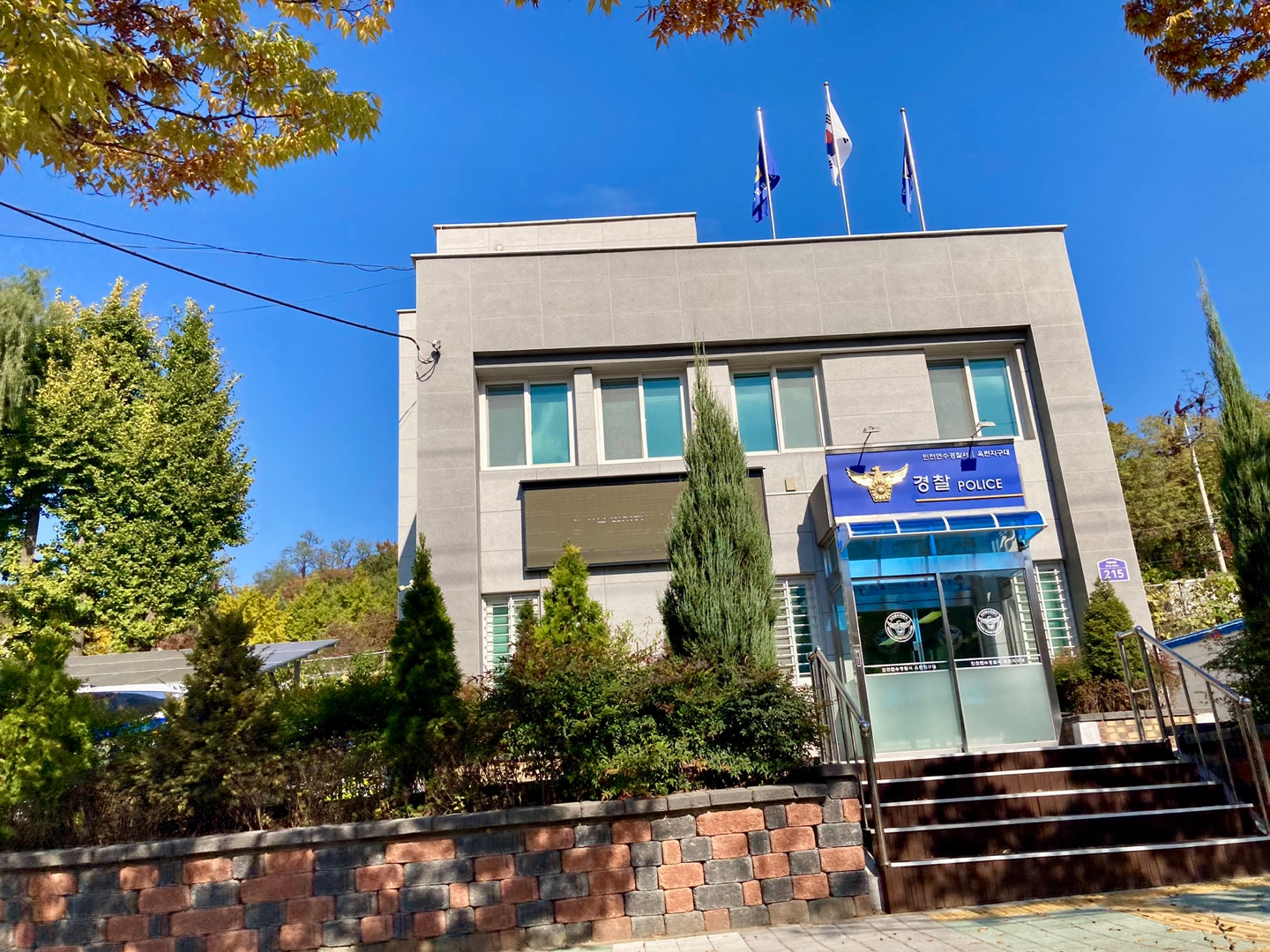
옥련지구대
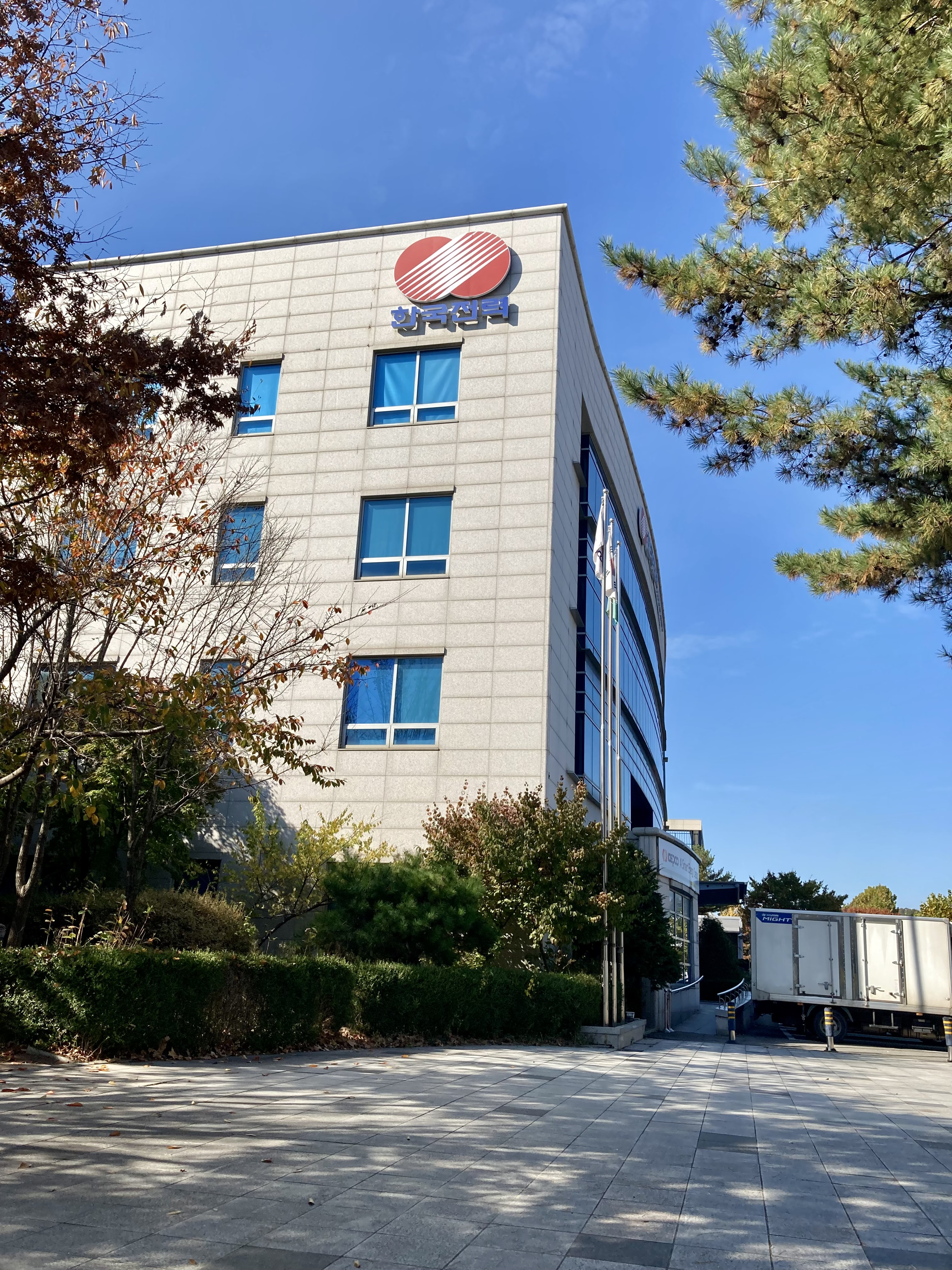
한국전력공사 남인천지사
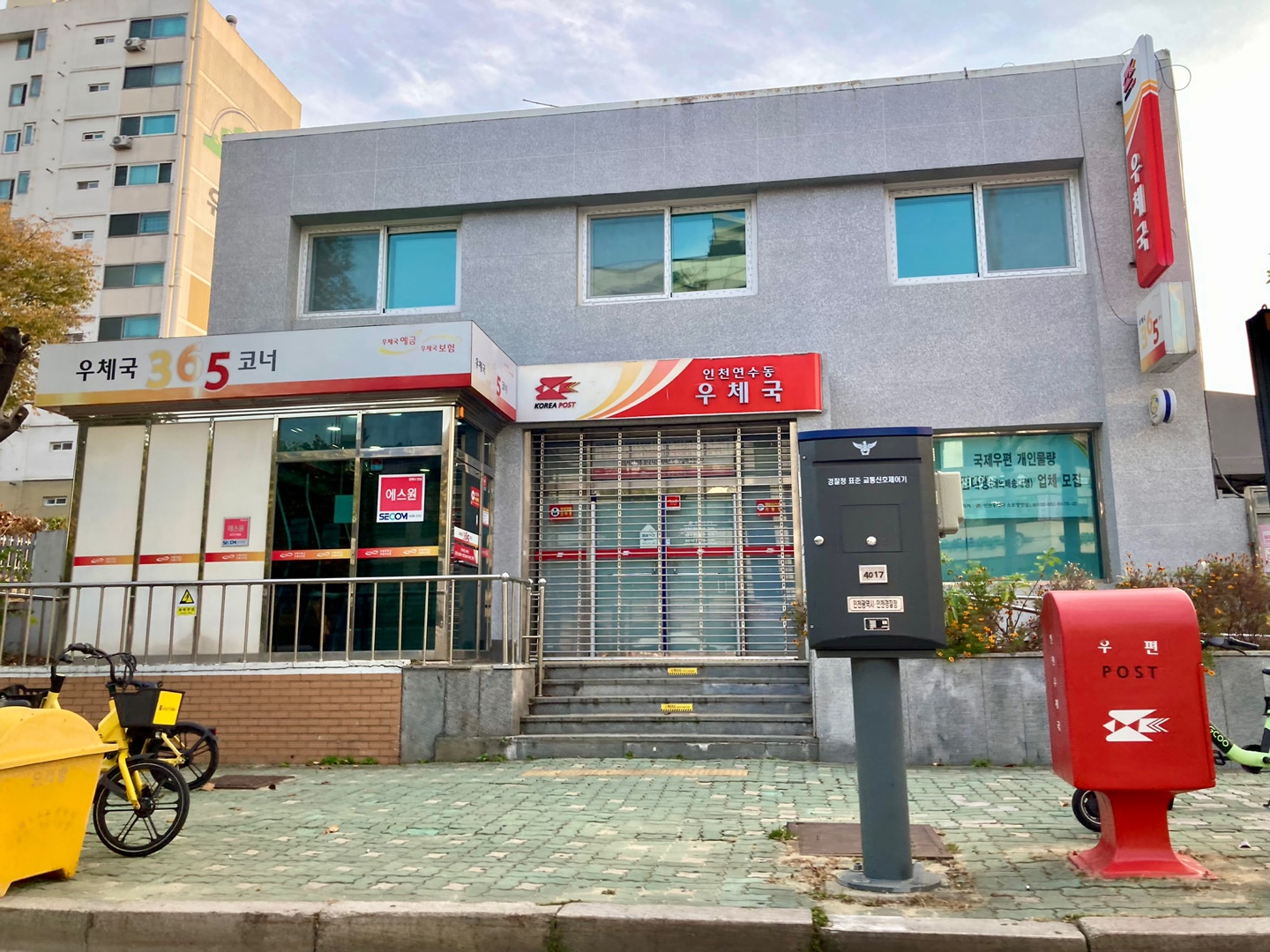
인천연수동우체국
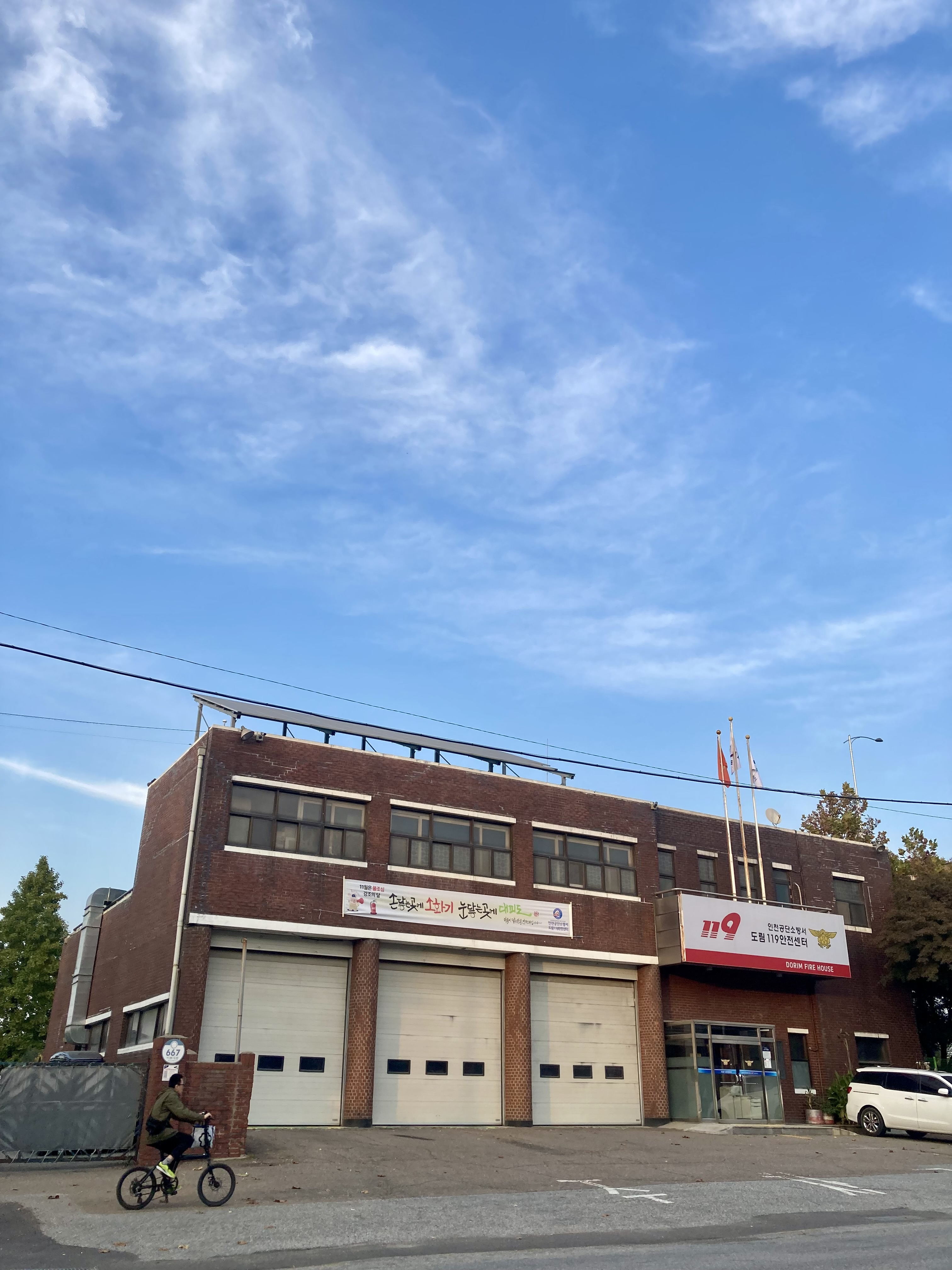
도림119안전센터

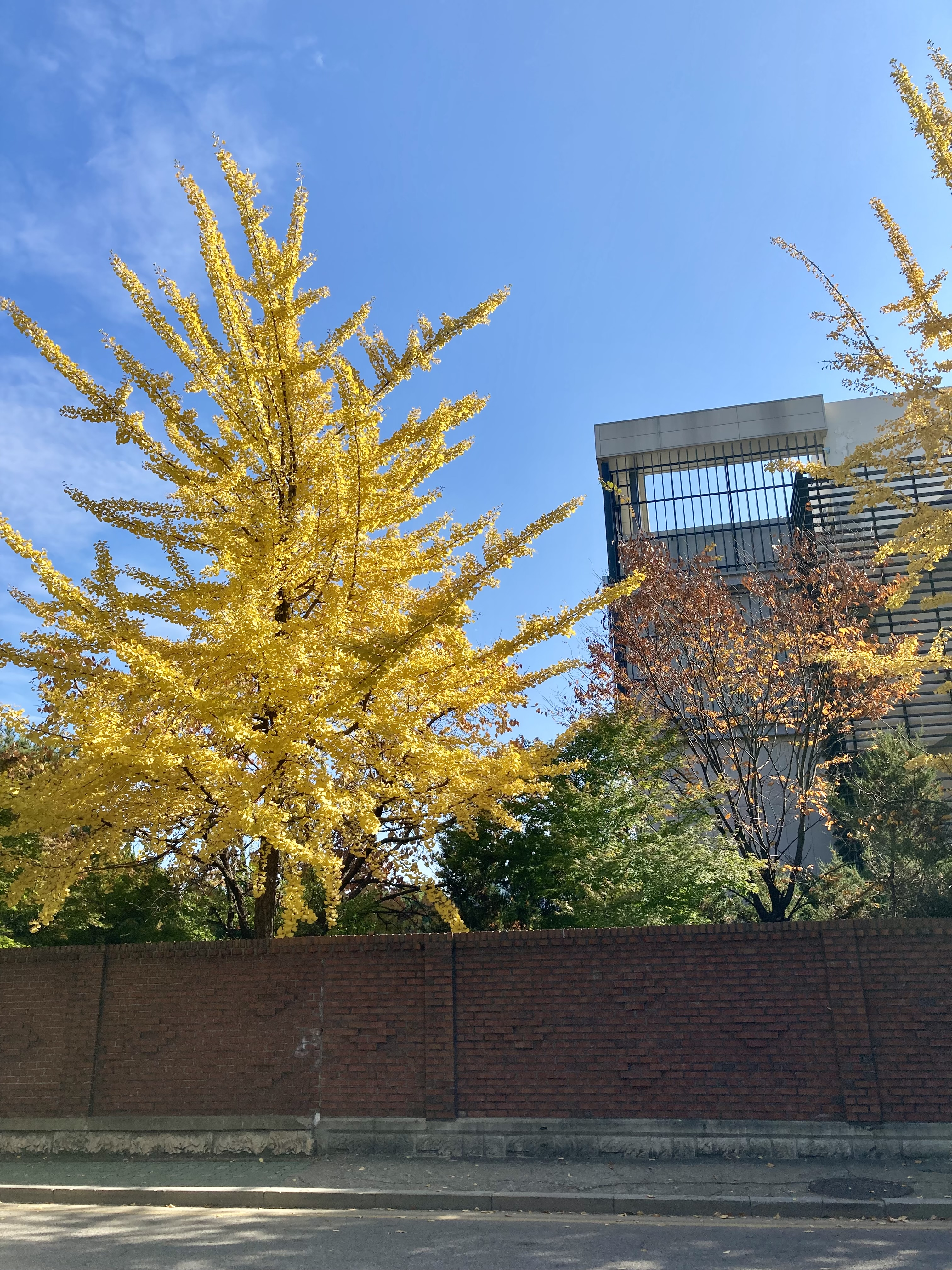
비류대로 은행나무(한국전력 남인천지사)
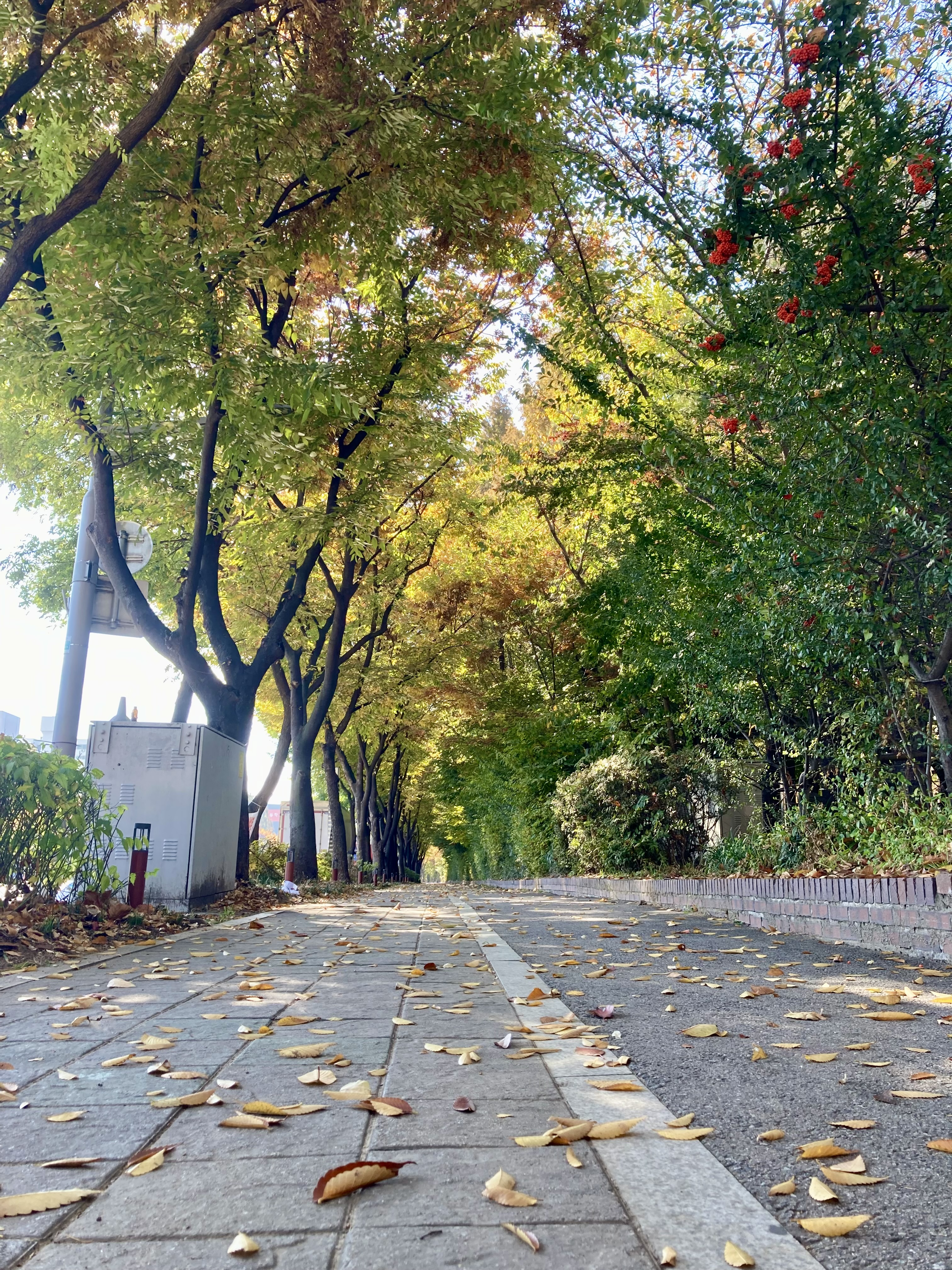
비류대로 은행나무(한국전력 남인천지사)
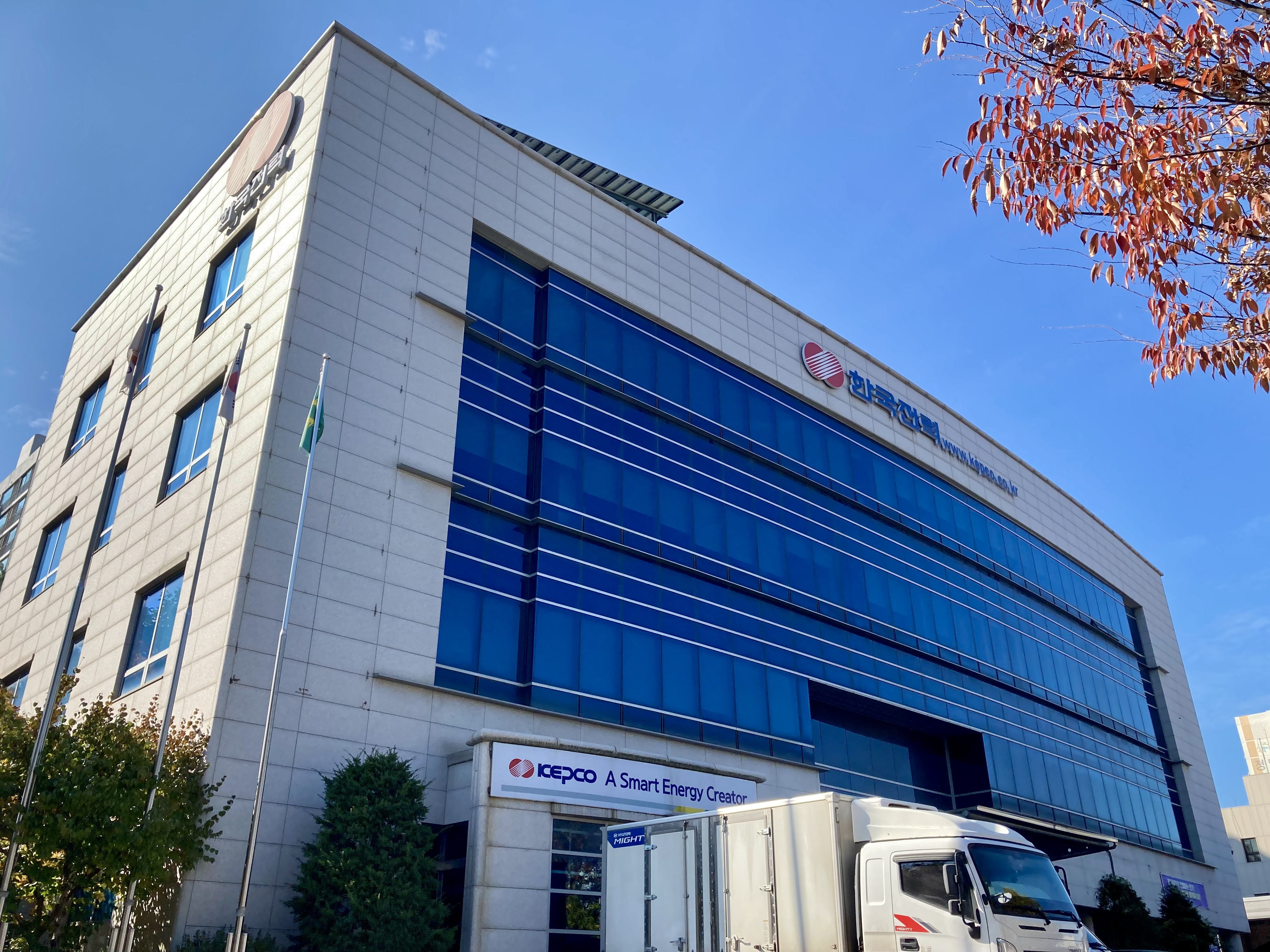
한국전력 남인천지사(비류대로 304)

- 송도역 (인천광역시 연수구 비류대로 175)
- 옥련지구대 (인천광역시 연수구 비류대로 215)
- 한국전력공사 남인천지사 (인천광역시 연수구 비류대로 304)
- 인천연수동우체국 (인천광역시 연수구 비류대로 436)
- 도림119안전센터 (인천광역시 남동구 비류대로 667)